# Nová Paka
Nová Paka (niem. Neupaka) – miasto w Czechach, w kraju hradeckim, w powiecie Jiczyn. Według danych z 3 lipca 2006 powierzchnia miasta wynosiła 2868 ha, a liczba jego mieszkańców 9383 osób.
W mieście jest stacja kolejowa Nová Paka.

## Demografia
| Rok             | 1970  | 1980  | 1991  | 2001  | 2003  | 2006  | 2014  | 2015  |
| --------------- | ----- | ----- | ----- | ----- | ----- | ----- | ----- | ----- |
| Liczba ludności | 9 043 | 8 842 | 9 380 | 9 299 | 9 219 | 9 383 | 9 213 | 9 201 |

## Historia
Pierwsza wzmianka o mieście pochodzi z 1357 r. w związku z proboszczem w kościele św. Mikołaja. W tym czasie miasto było nazywane "Młoda Paka" (niem. Jungpaka, czes. Paka Mladá). W 1563 r. zostało zniszczone przez pożar. W 1586 r. panowała zaraza morowa, która doprowadziła do śmierci połowy mieszkańców. Około 450 osób zmarło w czasie epidemii w 1643 r. W czasie wojny trzydziestoletniej w 1643 r. Szwedzi doszczętnie ograbili miasto. Kolejny pożar w 1666 r. zniszczył budynki przy głównym placu.
W drugiej połowie XVII w. powstał klasztor paulinów. Został on ufundowany przez Ewę z Tiefenbachu w 1655 r. na miejscu starszego kościoła (wspomnianego w 1414 r.). Barokowy kościół klasztorny został poświęcony w 1724 r. Jego budowa była dokończona w następnych latach. Później służył pielgrzymom. W 1737 r. wybudowano doń kryte, drewniane schody (odnowione w 1906 r.).
W czasie reform józefińskich, w 1785 r. nastąpiła kasacja klasztoru. W jego zabudowaniach w 1872 r. umieszczono szpital.
W 1827 r. kolejny pożar zniszczył drewnianą zabudowę miasta.

## Zabytki
- Klasztor paulinów i kościół pw. Wniebowzięcia NMP, barokowy, z lat 1709-1732, wybudowany przez jezuitę J. Blažejovskiego według projektu Krzysztofa Dientzenhofera, z freskami Josefa Kramolína i obrazami P. Brandla, Josepha z Fuehrichu i Josefa Zeleného.
- Kościół parafialny św. Mikołaja, przebudowany w 1872 r. na neogotycki
- Kolumna maryjna na rynku z 1716 r.
- Fontanna na rynku z 1814 r.[1]
- Figura św. Elżbiety z pocz. XVIII w.
- Neorenesansowy "Dom Sucharda" (czes. Suchardův dům) z 1896 r., z malowidłami na podstawie kartonów Mikołaja Aleša
- Drewniany kościółek greckokatolicki z XVIII w., przeniesiony w 1930 r. z Zakarpacia
- Barokowe domy przy rynku

## Muzea
- Muzeum miejskie Nová Paka
- Suchardův dům – ekspozycja Muzeum miejskiego Nová Paka
- Zbiór drogich kamieni (Klenotnice drahých kamenů) – ekspozycja Muzeum miejskiego Nová Paka

## Galeria

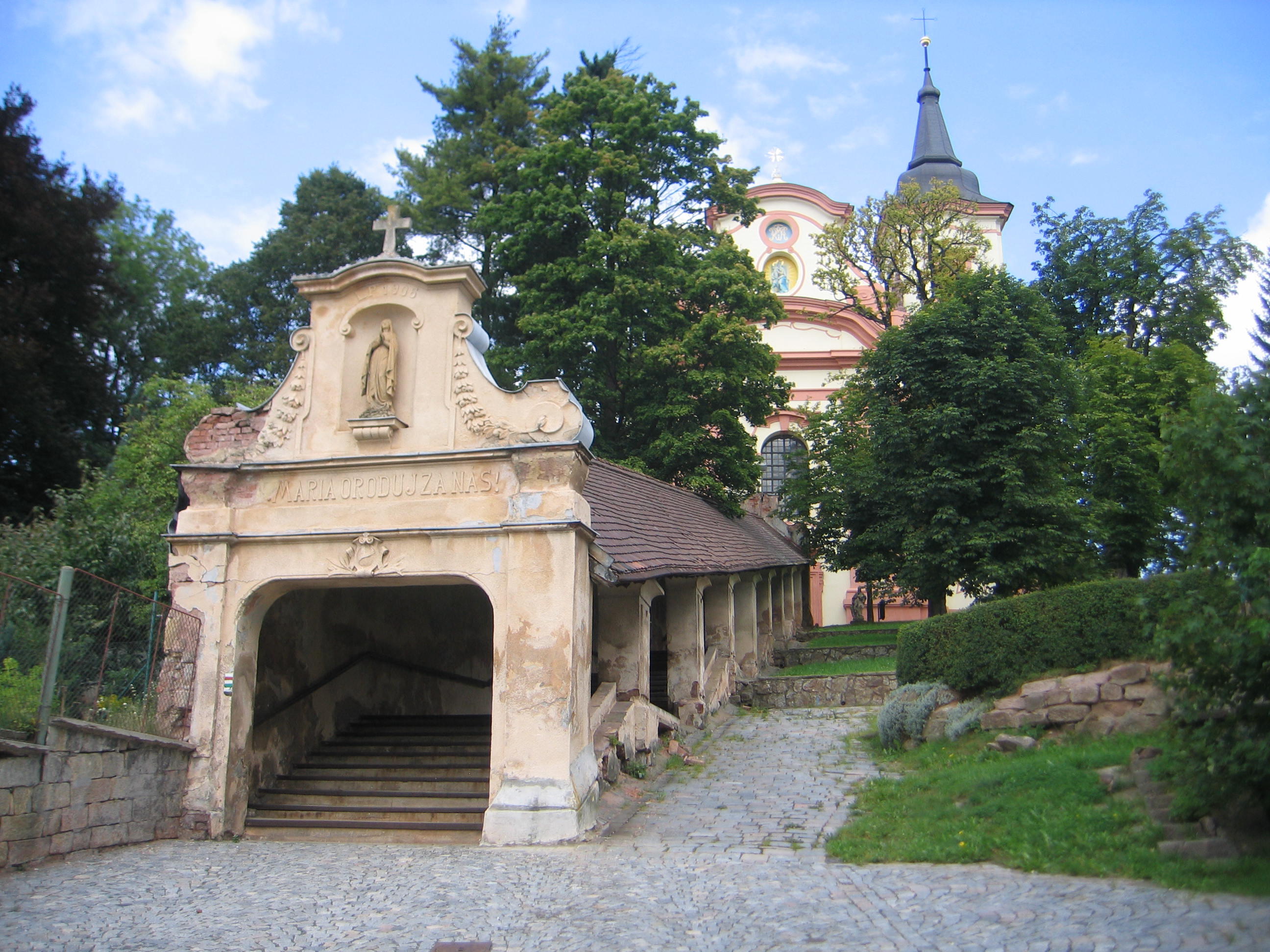
Kościół klasztorny pw. Wniebowzięcia NMP
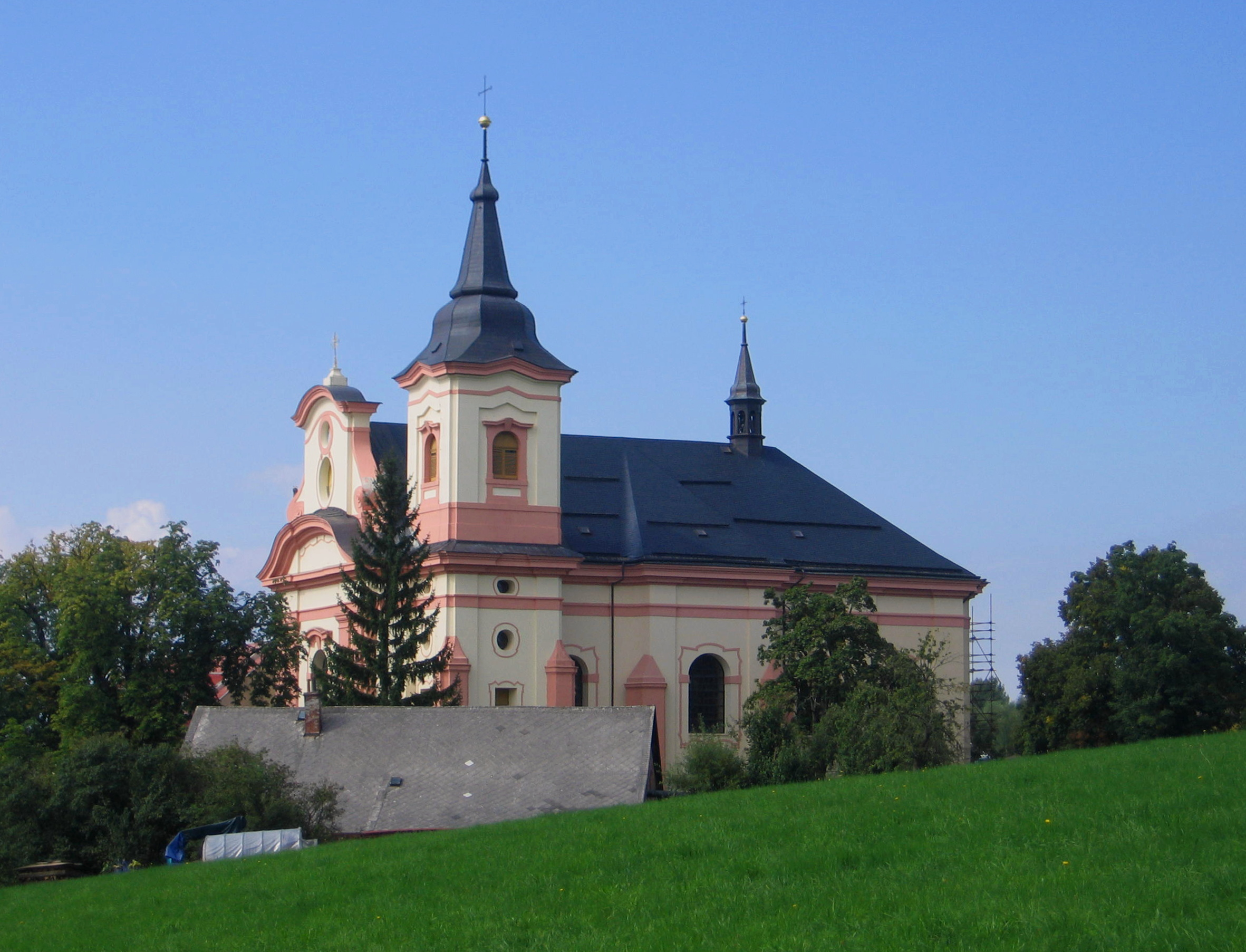
Kościół klasztorny pw. Wniebowzięcia NMP
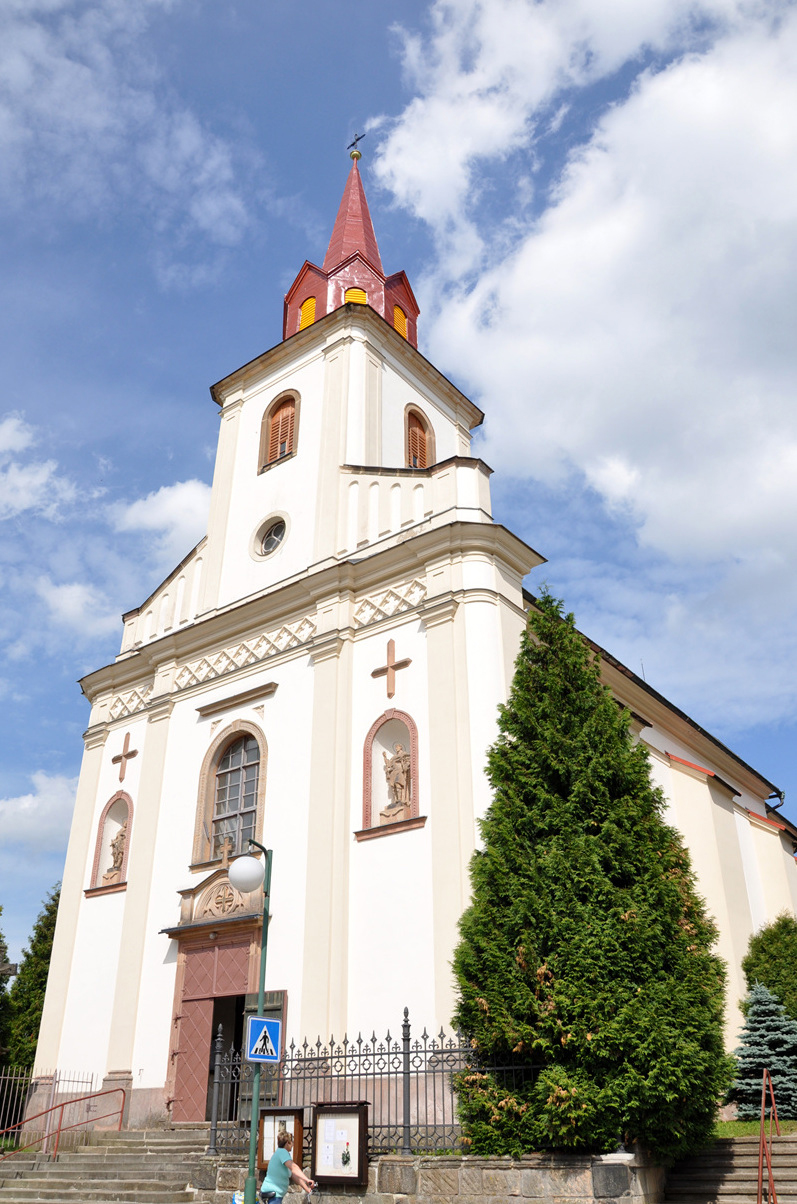
Kościół parafialny św. Mikołaja
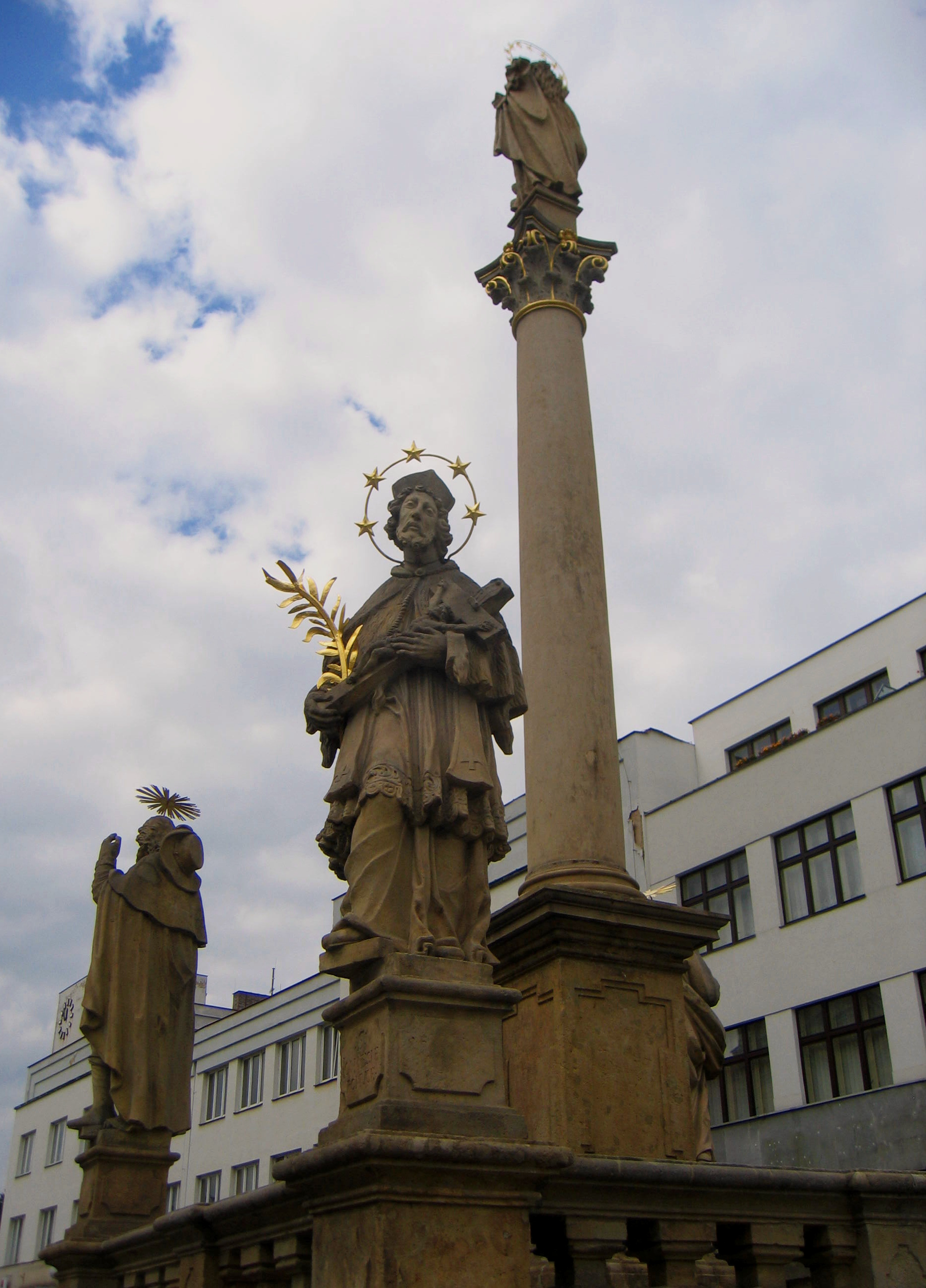
Kolumna maryjna na rynku
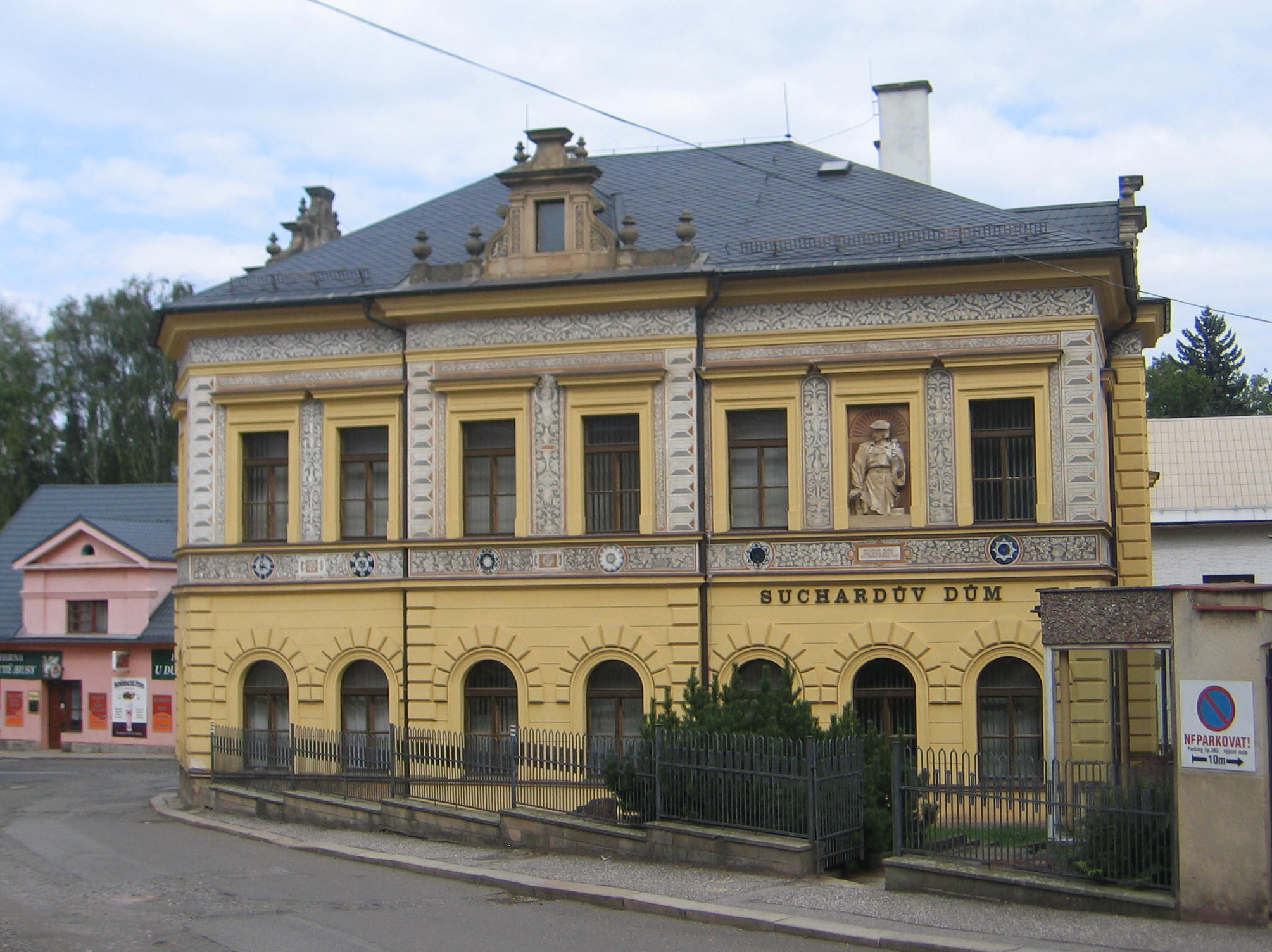
Suchardův dům
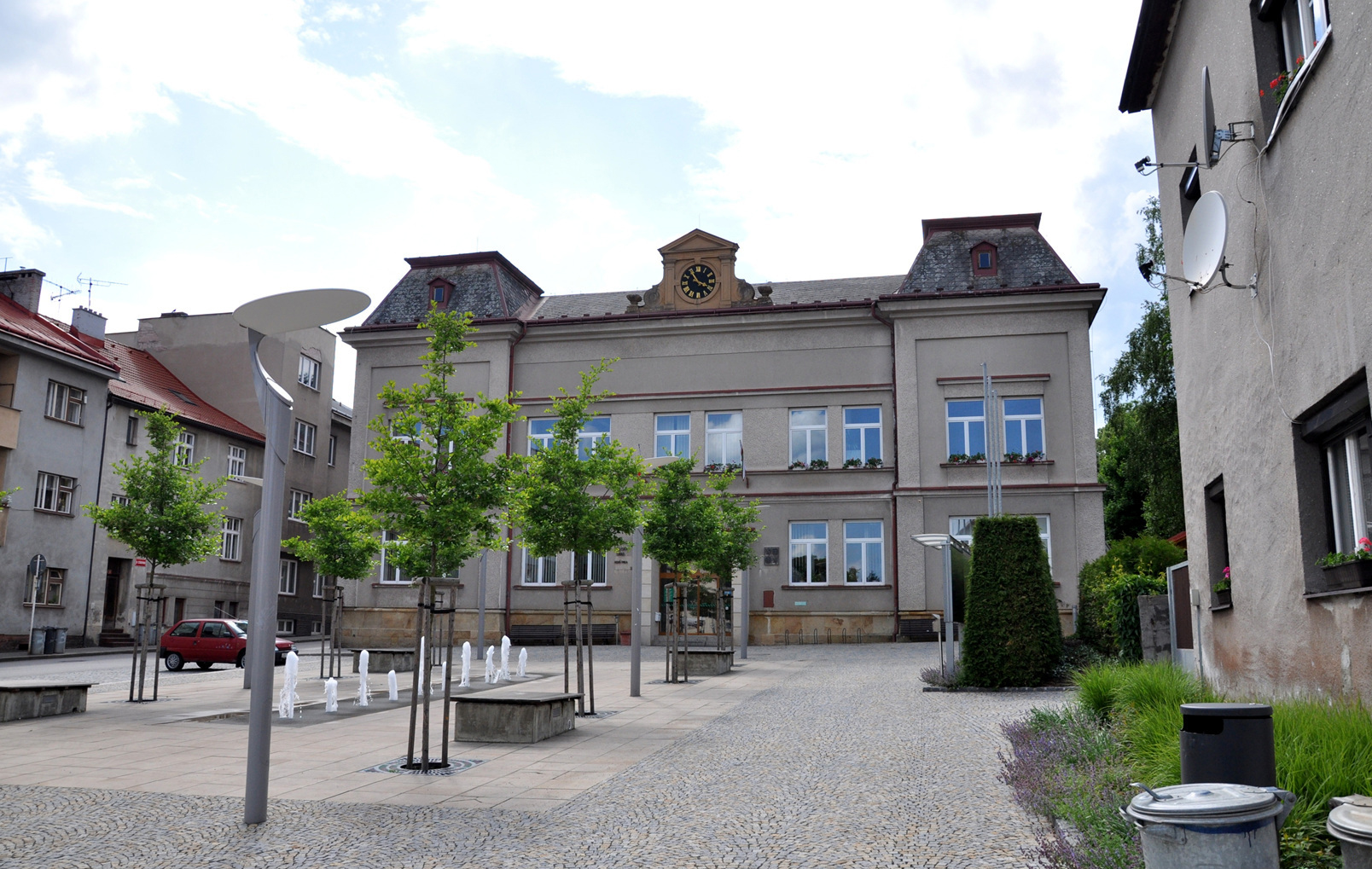
Ratusz